# Tecnam P2006T
Il Tecnam P2006T è un aereo da turismo, monoplano, bimotore, sviluppato dall'azienda italiana Tecnam nel corso dei primi anni 2000.

## Storia del progetto
Il primo prototipo di P2006T venne realizzato negli stabilimenti della Tecnam a Capua, in Campania. L'aereo è stato progettato dal professor Luigi Pascale, ed ha effettuato il primo volo 13 settembre 2007. L'agenzia europea per la sicurezza aerea (EASA) nel 2009 ha certificato l'aereo nella categoria EASA CS23, IFR (Instrument Fight Rules). Nel 2010 il P2006T ricevette la certificazione da parte della Federal Aviation Administration (FAA).

## Tecnica
Il P2006T è un velivolo bimotore leggero, quadriposto, ad ala alta, con carrello d'atterraggio retrattile e fusoliera realizzata completamente in alluminio. Monta due motori Rotax 912S3 da 100 hp che gli consentono di raggiungere una velocità massima di 287 km/h. È dotato di autopilota e strumentazione di bordo completamente digitale, ma manca di sistema antighiaccio e la fusoliera pressurizzata.

## Impiego operativo
Il P2006T è stato valutato dalla Marina cilena come sostituto del Cessna O-2 Skymaster. La commessa prevedeva l'acquisto di 8 velivoli con compiti di sorveglianza e ricognizione.
Nel 2015 l'Aeronautica Militare Italiana ha selezionato il P2006T come addestratore leggero. La forza armata ha stipulato un contratto che prevede, oltre alla fornitura di 3 aerei, anche l'acquisto di simulatori di volo, l'addestramento di piloti e tecnici e l'assistenza per un periodo di tre anni, per un totale di 3 600 ore. I velivoli sono stati consegnati nel luglio del 2016 con la denominazione T-2006A.

### Piattaforma di ricerca
La NASA ha selezionato il P2006T come piattaforma per la ricerca sulla propulsione elettrica in campo aeronautico. Il progetto è denominato LEAPTech, ed ha come obbiettivo la costruzione di un aereo spinto da 18 motori elettrici.
Nel luglio del 2016 una fusoliera dotata di cockpit è stata inviata in California per essere impiegata come base per il prototipo a propulsione elettrica NASA X-57 Maxwell, il cui primo volo è previsto nel 2017.
Nel 2023 la NASA decide di fermare il progetto senza avere effettuato un primo volo per motivi di tempo e costi, in seguito all'evidenza di problemi di sicurezza legati al sistema di propulsione.

## Versioni
P2006T
Versione civile standard.
P2006T MRI
Versione dotata di sensori per missioni di ricognizione e pattugliamento. È stato sviluppato in collaborazione con la società spagnola INDRA.
P 2006T MMA
Versione multi missione sviluppata da Airborne Technologies.
T-2006A
Versione per l'addestramento al pilotaggio dei plurimotori, dotata di doppi comandi, telecamere nell'abitacolo, registratori dei dati di volo, autopilota e strumentazione di bordo completamente digitale.

## Utilizzatori

### Civili
Cina
- Anhui Lantian International Flight Academy

P2006T.
 Francia
- Mermoz Academy

5 P2006T consegnati.
 Polonia
- Bartolini Air

4 P2006T consegnati.
 Spagna
- Canavia Aviation Academy

1 P2006T NG ordinato, più 3 P2006T MkII in servizio a gennaio 2025.

### Militari
Italia
- Aeronautica Militare

3 Tecnam P2006T, in leasing triennale, sono stati consegnati il 5 luglio 2016 al 207º Gruppo del 70º Stormo di stanza sull'aeroporto di Latina, designati T-2006A, e riconsegnati a Tecnam alla scadenza di questo nel 2019.
 Rep. Dominicana
- Fuerza Aérea Dominicana

1 P2006T SMP (Special Missions Platform), ordinato nel 2015, consegnato nel 2016 ed in servizio all'ottobre 2019.

## Galleria d'immagini

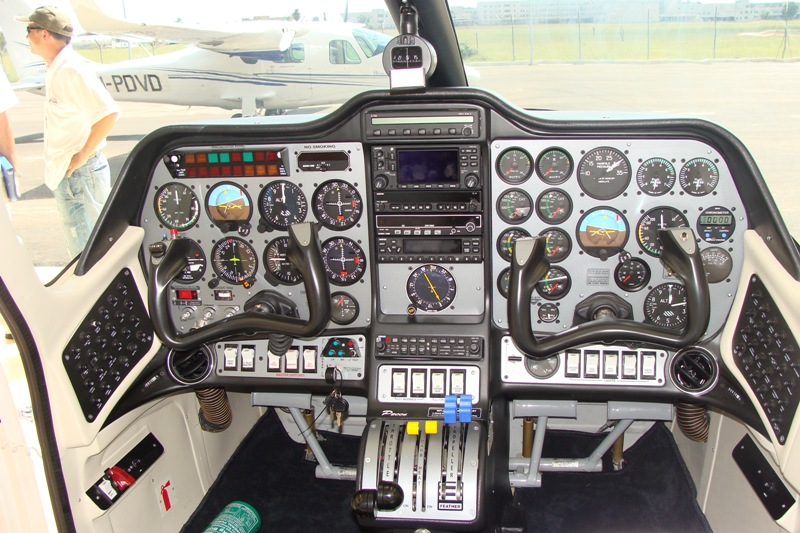
Particolare della cabina con indicatori analogici.
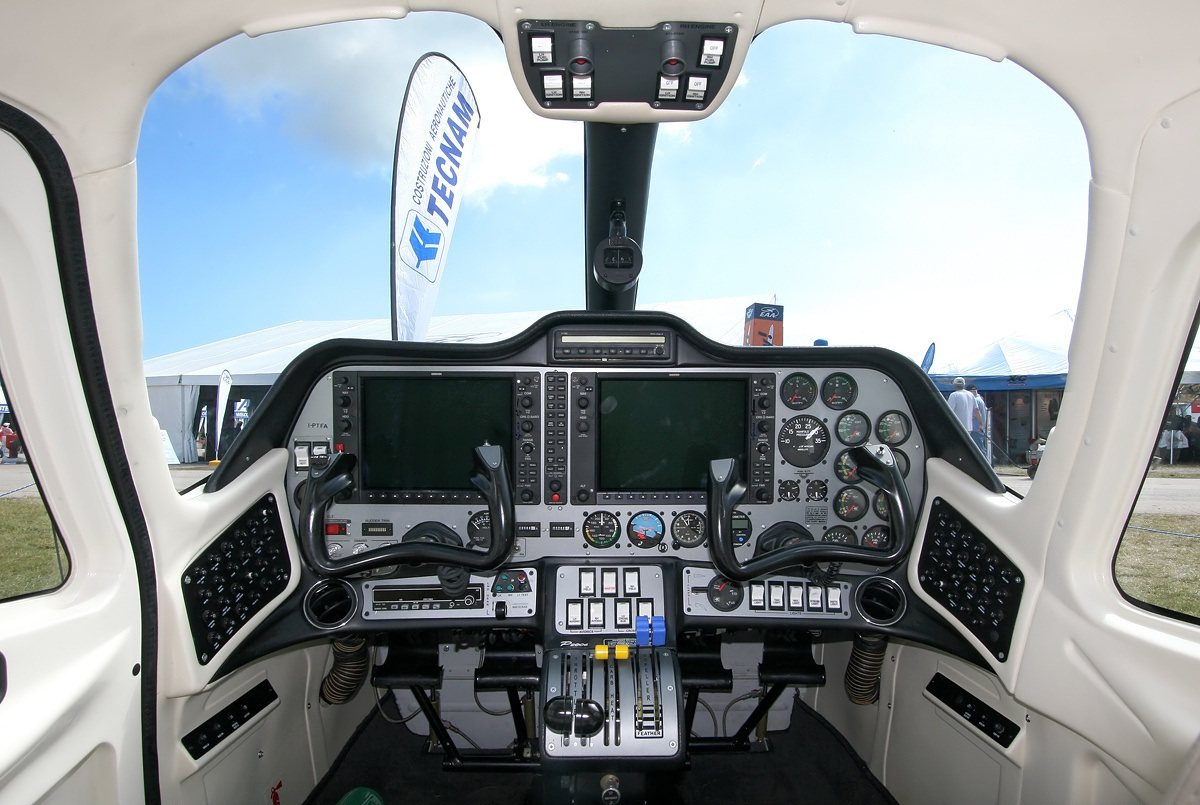
Particolare del glass cockpit Garmin, montato su un P2006T.
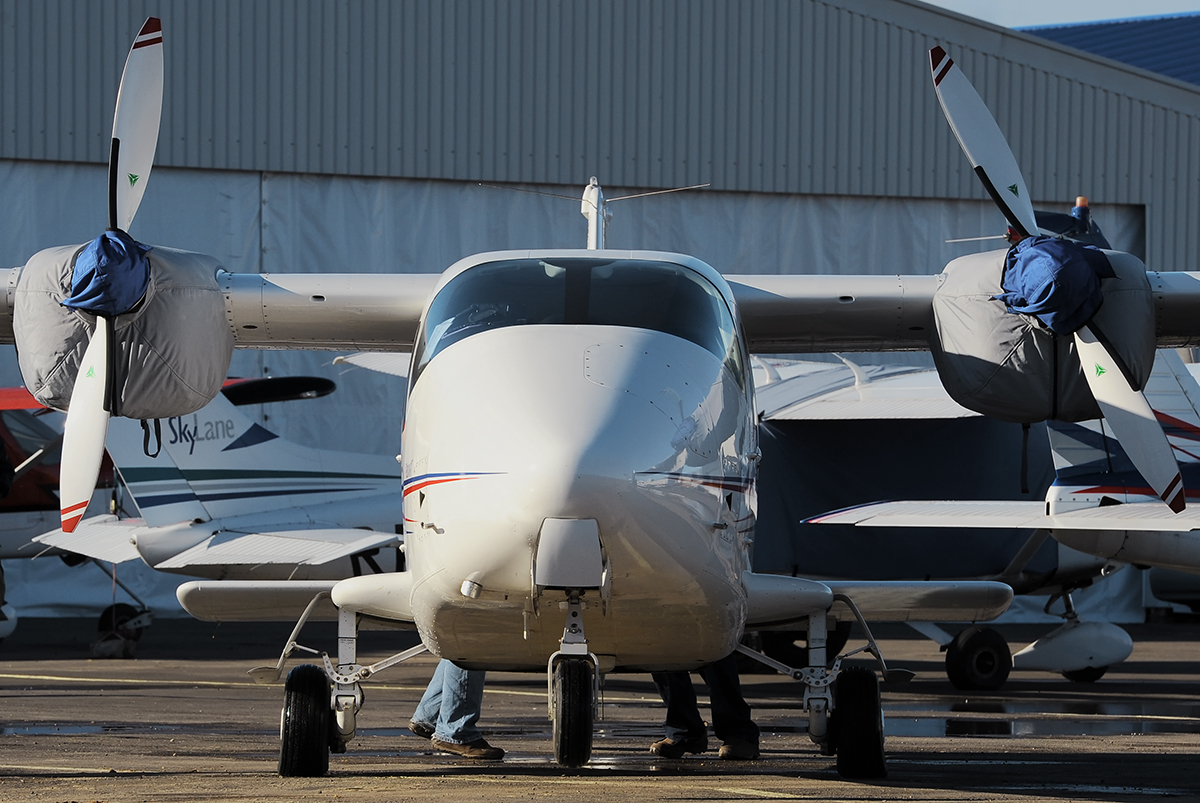
Particolare della parte anteriore del P2006T.
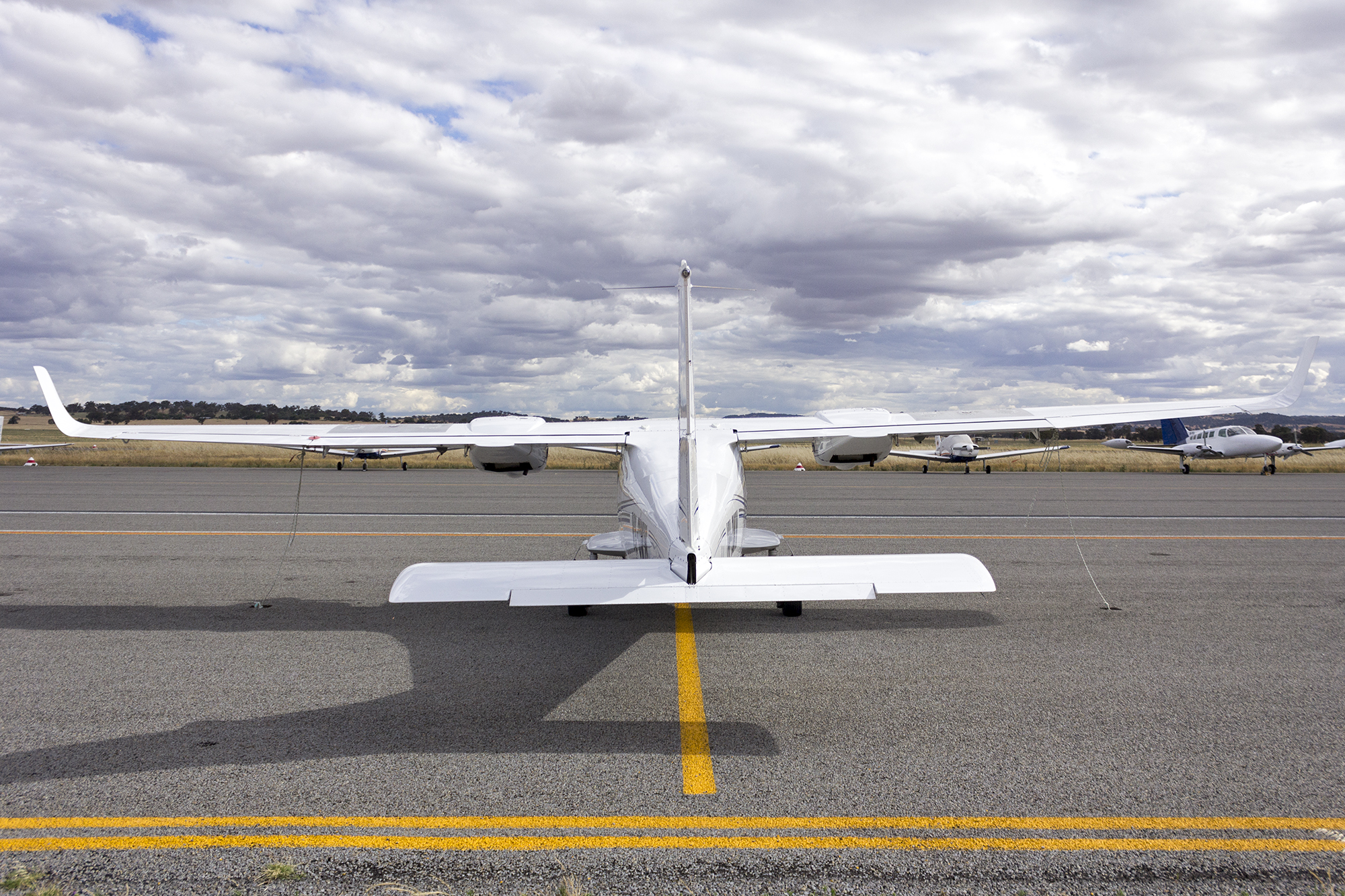
Particolare della parte posteriore del P2006T.
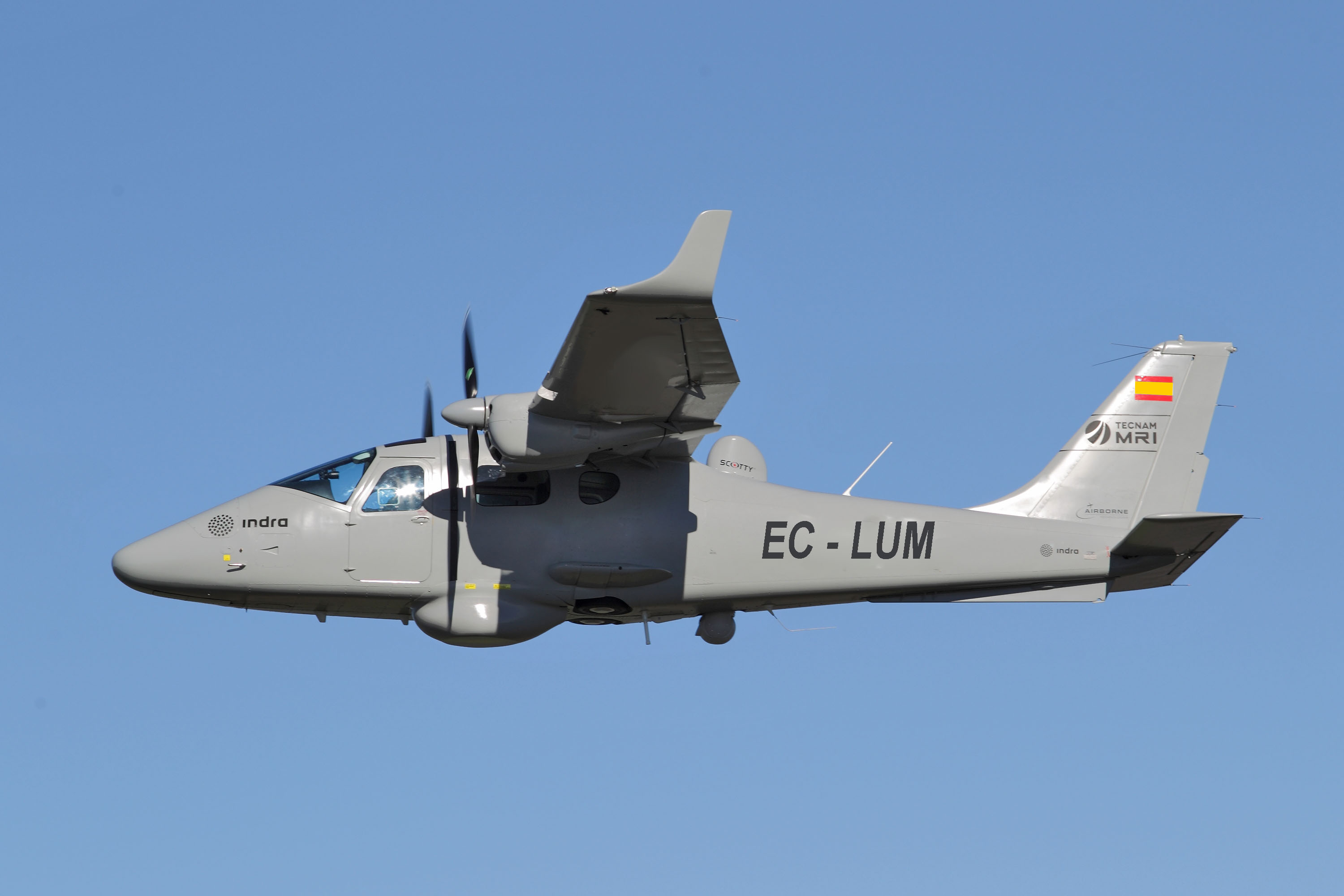
Versione MRI
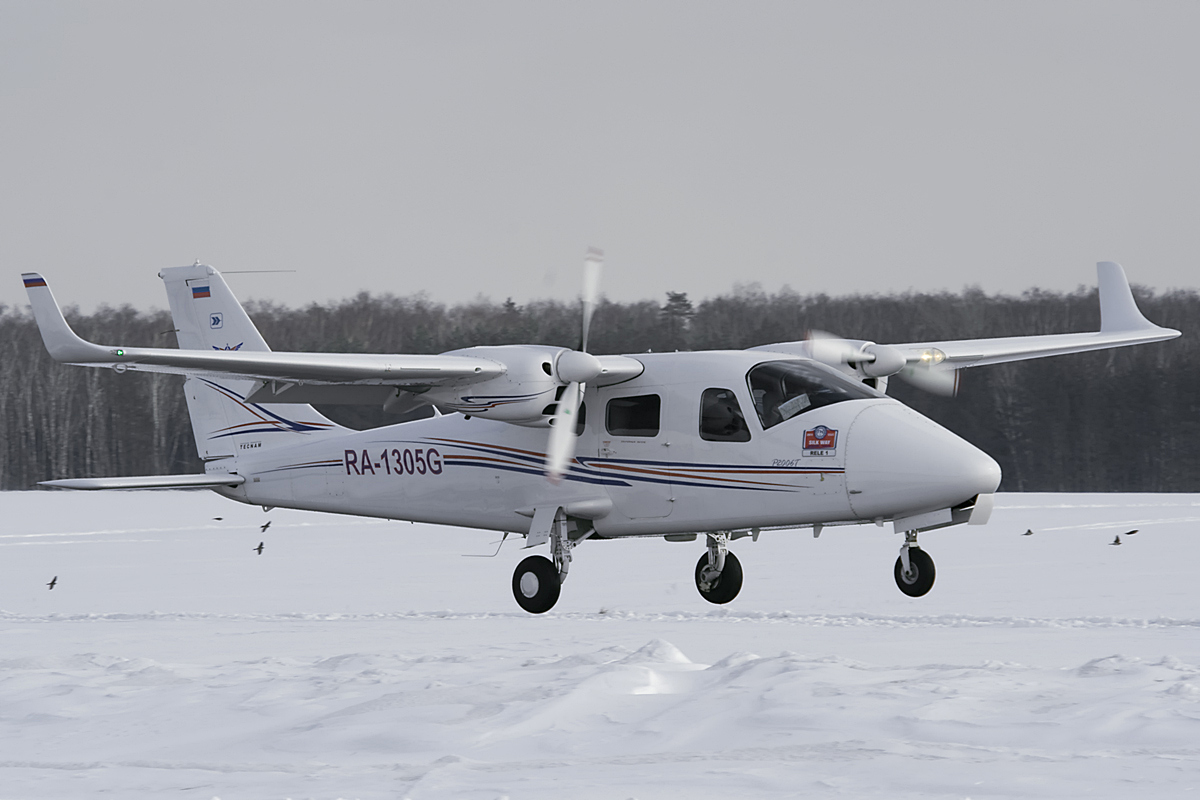
Un P2006T in fase d'atterraggio.

### Periodici
- Antonio Calabrese e Serafino Durante, T-2006A. Il nuovo scenario addestrativo Multi Crew, in Rivista Aeronautica, n. 5, Roma, Stato Maggiore dell'Aeronautica Militare, 2016,  pp. 44-49.
- Dino Marcellino, I T-2006A del 70º Stormo, in JP4 mensile di Aeronautica e Spazio, n. 1, Firenze, Ed.AI. srl., gennaio 2017,  pp. 48-53.